# Міжнародна рада з дитячої та юнацької книги
Міжнародна рада з дитячої та юнацької книги (англ. International Board on Books for Young People, IBBY) — неприбуткова організація у Швейцарії, метою якої є пропагування книг для дітей.

## Створення
IBBY була зареєстрована як неприбуткова організація в Цюриху (Швейцарія) в 1953 році. Засновниками стали Еріх Кестнер, Ліза Тецнер, Астрід Лідгрен, Йо Терфйорд, Фріц Бруннер, Беттіна Гюрліманн та Ріхард Бамберґер. 1956 року  IBBY започаткувала міжнародну Премію імені Ганса Крістіана Андерсена, яку відтоді присуджують  щодва роки.

## Цілі
- пропагувати міжнародне порозуміння з допомогою дитячих книжок,
- давати дітям звідусіль можливість доступу до книжок високої літератури та мистецьких стандартів,
- заохочувати публікацію і поширення якісних дитячих книжок, особливо в країнах, що розвиваються,
- надавати підтримку і навчання тим, хто працює з дітьми і дитячою літературою,
- стимулювати дослідження та наукові роботи у галузі дитячої літератури,
- захищати та підтримувати права дітей згідно з Конвенцією ООН про права дитини.

## Діяльність
Складається з понад сімдесяти національних секцій, у тому числі IBBY Канада, IBBY Ірландія, IBBY Австралія, USBBY (США), Українська секція IBBY.
Політики і програми IBBY розробляє її виконавчий комітет: десять осіб з різних країн та президент, якого національні секції обирають кожні два роки на загальних зборах. Вони працюють на волонтерській основі. Діяльність організації здійснюється з її секретаріату в Базелі (Швейцарія). 
Міжнародна рада з дитячої та юнацької книги домоглася того, щоб від 1967 року в усьому світі святкували Міжнародний день дитячої книги.
IBBY має офіційний статус в ЮНЕСКО та ЮНІСЕФ, і здійснила внесок у розробку принципів Конвенції про права дитини, ратифікованої ООН у 1990 році. Одна з тез конвенції — дитина має право за загальну освіту та прямий доступ до інформації, а за наполяганням IBBY резолюція містить і заклик до виробництва і поширення дитячих книжок.
Окремий напрямок діяльності присвячений дослідженням у сфері літератури для дітей та юнацтва з інвалідністю. Сформовано значну колекцію [Архівовано 4 травня 2017 у Wayback Machine.] таких книжок. Кожні два роки організація визначає найцікавіші приклади такої літератури з усього світу та створює каталоги видатних книжок для дітей та юнацтва з інвалідністю. [Архівовано 18 вересня 2017 у Wayback Machine.]
Також IBBY співпрацює з іншими організаціями та книжковими виставками у світі, наприклад, Міжнародним ярмарком дитячих книжок у Болоньї.

### Українська секція
Українська секція Міжнародної ради з дитячої та юнацької книги існує з 1997 року. За час існування Української секції IBBY до Почесних списків Андерсена увійшло шестеро дніпропетровських українських письменників та художників і один художник із Києва.[які?]

## Нагороди і події
- Медаль Джелли Лепман [Архівовано 24 вересня 2015 у Wayback Machine.]
- Премія імені Ганса Крістіана Андерсена («Мала нобелівська премія»)
- Міжнародний день дитячої книги
- Документаційний центр літератури для неповносправних дітей у Торонто [Архівовано 16 грудня 2015 у Wayback Machine.]
- Тихі книги [Архівовано 4 березня 2016 у Wayback Machine.]
- Премія Асагі за промоцію читання (IBBY-Asahi Reading Promotion Award)
- Програма IBBY-Yamada [Архівовано 2 березня 2016 у Wayback Machine.]
- Програма для допомоги дітям, які перебувають у кризових умовах [Архівовано 1 липня 2016 у Wayback Machine.] (Children in Crisis Programme)
- Почесний список IBBY [Архівовано 3 листопада 2015 у Wayback Machine.]